# Camponotus jtl-021
Camponotus jtl-021 é uma espécie de inseto do gênero Camponotus, pertencente à família Formicidae.